# بيني كونينغهام
بيني كونينغهام (بالإنجليزية: Bennie Cunningham)‏ هو لاعب كرة قدم أمريكية أمريكي، ولد في 23 ديسمبر 1954 في لورنس في الولايات المتحدة، وتوفي في 23 أبريل 2018.

## وصلات خارجية
- بيني كونينغهام على موقع مرجع كرة القدم المحترفة.كوم (الإنجليزية)